# Vojenství

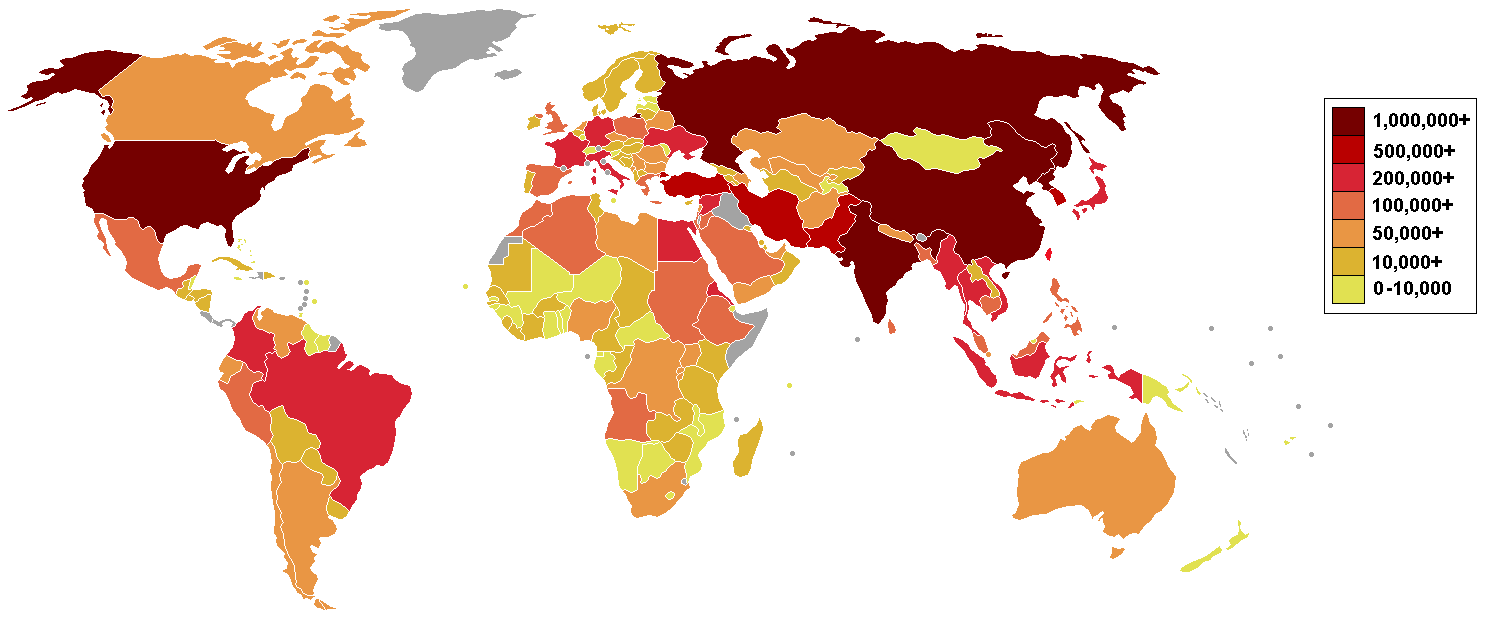
Počet aktivních jednotek (vojáků) podle zemí

Vojenství je nauka o vojácích, armádách, válkách, zbraních, vojenské technice apod.

## Související články

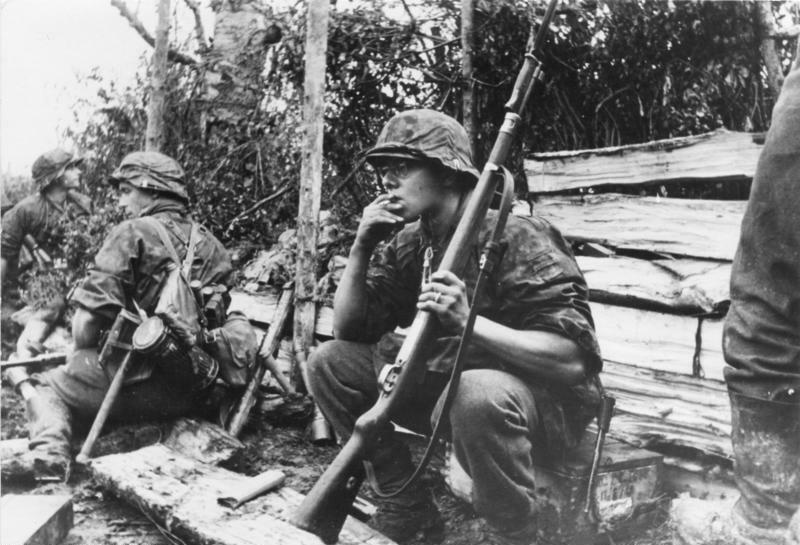
Granátníci Waffen-SS